# Little Tok River
Der Little Tok River ist ein 70 km langer rechter Nebenfluss des Tok River im Interior des US-Bundesstaats Alaska.

## Verlauf
Der Little Tok River hat seinen Ursprung auf einer Höhe von 1800 m an der Nordwestflanke des 2476 m hohen Noyes Mountain in den Mentasta Mountains, ein Gebirgszug der Alaskakette. Er fließt in überwiegend nördlicher Richtung. Bei Flusskilometer 27 trifft der Mentasta Creek von links auf den Little Tok River. Anschließend verläuft die Fernstraße Tok Cut-Off westlich entlang dem Unterlauf des Little Tok River und kreuzt diesen 7 km oberhalb dessen Mündung in den Tok River. Diese befindet sich auf einer Höhe von 607 m. Der Little Tok River weist ein mäandrierendes Verhalten mit zahlreichen Flussschlingen und Altarmen auf. Auf Höhe der Einmündung des Mentasta Creek hat sich der Flusslauf des Little Tok River in der jüngeren Vergangenheit weiter nach Westen verlagert.